# دکتر استرنج در چندجهانی دیوانگی (موسیقی متن)
دکتر استرنج در چند جهان جنون (موسیقی متن فیلم اصلی) موسیقی متن فیلم استودیو مارول است که توسط دنی الفمن ساخته شده‌است. این آلبوم موسیقی متن توسط هالیوود رکوردز در ۴ می ۲۰۲۲ منتشر شد.

## زمینه

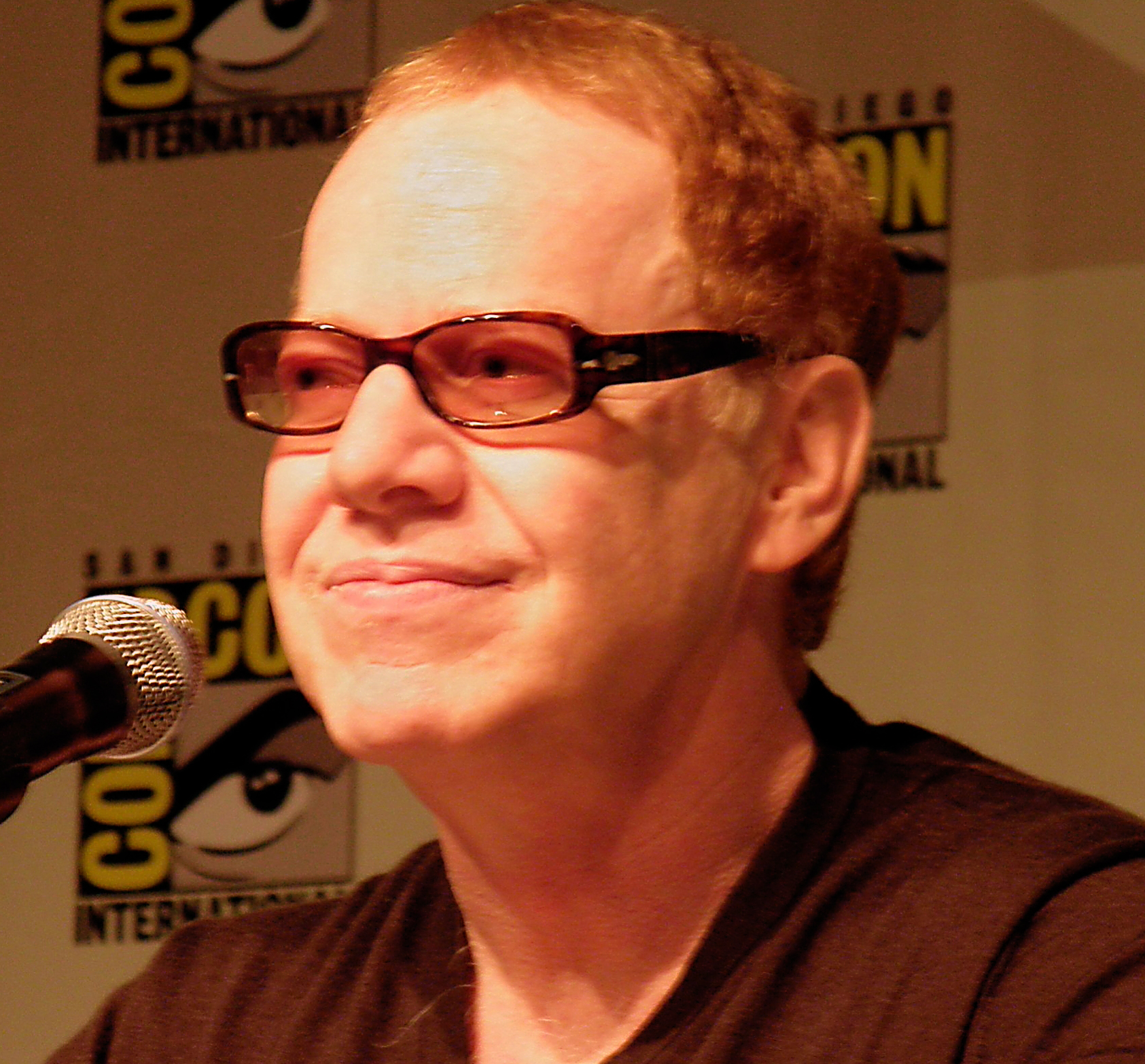
آهنگساز دنی الفمن جایگزین مایکل جیاکینو شد که به دلیل درگیری های برنامه ریزی با مرد عنکبوتی: راهی به خانه نیست این پروژه را ترک کرد.

مایکل جیاکینو ، آهنگساز دکتر استریج (۲۰۱۶) قرار بود تا اکتبر ۲۰۱۹ برای دکتر استرینج در چندجهانی دیوانگی  بازگردد، زمانی که اسکات دریکسون به عنوان کارگردان انتخاب شد.  بعد از اینکه سام ریمی کارگردانی شد، دنی الفمن به عنوان آهنگساز استخدام شد. الفمن پیش از این در فیلم های مرد تاریکی (۱۹۹۰)، یک نقشه ساده (۱۹۹۸)، مرد عنکبوتی (2002)، مرد عنکبوتی ۲ (۲۰۱۴) و از بزرگ و قدرتمند (۲۰۱۳) با ریمی همکاری داشته است.  الفمن گفت که به تم دکتر استرنج جیاکینو به شیوه ای مشابه استفاده از تم آلن سیلوستری از فیلم انتقام جویان (۲۰۱۲) هنگام کار بر روی انتقام جویان: عصر اولترون (۲۰۱۵) اشاره خواهد کرد.  تا فوریه ۲۰۲۱، الفمن کار روی موسیقی را برای استفاده در طول فیلمبرداری آغاز کرده بود، اما برای چندین ماه کار بر روی موسیقی واقعی دنباله را شروع نکرد. در ژانویه ۲۰۲۲، الفمن فاش کرد که روی تکمیل موسیقی کار می‌کند، که شامل رهبری ارکستر در استودیو ابی رود لندن، با همکار مکرر خود استیو بارتک از راه دور روی زوم است.   آلبوم موسیقی متن در ۴ می منتشر شد.

## لیست آهنگ
تمام موسیقی های ساخته شده توسط دنی الفمن ، مگر اینکه طور دیگری ذکر شده باشد.
| شماره      | نام                           | مدت   |
| ---------- | ----------------------------- | ----- |
| ۱.         | «Multiverse of Madness»       | ۲:۳۷  |
| ۲.         | «On the Run» ()               | ۲:۱۷  |
| ۳.         | «Strange Awakens»             | ۰:۴۷  |
| ۴.         | «The Apple Orchard»           | ۳:۱۸  |
| ۵.         | «Are You Happy»               | ۱:۰۸  |
| ۶.         | «Gargantos» ()                | ۲:۵۰  |
| ۷.         | «Journey with Wong»           | ۱:۴۴  |
| ۸.         | «Home?»                       | ۴:۰۸  |
| ۹.         | «Strange Statue» ()           | ۱:۴۳  |
| ۱۰.        | «The Decision Is Made»        | ۱:۱۴  |
| ۱۱.        | «A Cup of Tea»                | ۳:۵۸  |
| ۱۲.        | «Discovering America»         | ۰:۴۷  |
| ۱۳.        | «Grab My Hand»                | ۱:۱۴  |
| ۱۴.        | «Battle Time» ()              | ۳:۱۱  |
| ۱۵.        | «Not a Monster»               | ۲:۳۸  |
| ۱۶.        | «Forbidden Ground»            | ۲:۲۹  |
| ۱۷.        | «Tribunal»                    | ۲:۱۳  |
| ۱۸.        | «They're Not Coming Back»     | ۱:۰۰  |
| ۱۹.        | «Stranger Things Will Happen» | ۲:۵۶  |
| ۲۰.        | «Buying Time»                 | ۳:۳۹  |
| مجموع مدت: | مجموع مدت:                    | ۷۹:۲۶ |

1. 1 2 3 4  This track references Michael Giacchino's theme from Doctor Strange.

## موسیقی اضافی
این فیلم شامل یک سکانس "موسیقی نبرد" بین استرنج و همتای خراب شده اش دارکلد است که در قطعه "سمفونی های مرگبار" شنیده شده است.  این صحنه بخش‌هایی از سمفونی شماره ۵ لودویگ ون بتهوون در س مینور و توکاتا و فوگ در د مینور اثر یوهان سباستین باخ را بازسازی می‌کرد،  که در اصل شامل قطعات دیگری از موسیقی کلاسیک بود تا اینکه فیگی پیشنهاد کرد که الفمن بتهوون را در مقابل باخ قرار دهد. این به طور کامل در طول فیلمبرداری مجدد فیلم تکمیل شد.  علاوه بر تم دکتر استرنج جیاکینو، این پارتیشن همچنین دارای آهنگ‌های موضوعی از سری دنیای سینمایی مارول وانداویژن (۲۰۲۱) نوشته رابرت لوپز و کریستن اندرسون-لوپز ، و مجموعه انیمیشن مردان ایکس دهه ۱۹۹۰ و همچنین کاپیتان سیلوستری است. مارس آمریکا » از کاپیتان آمریکا: اولین انتقام‌جو (۲۰۱۱).